# Stefan Jänke

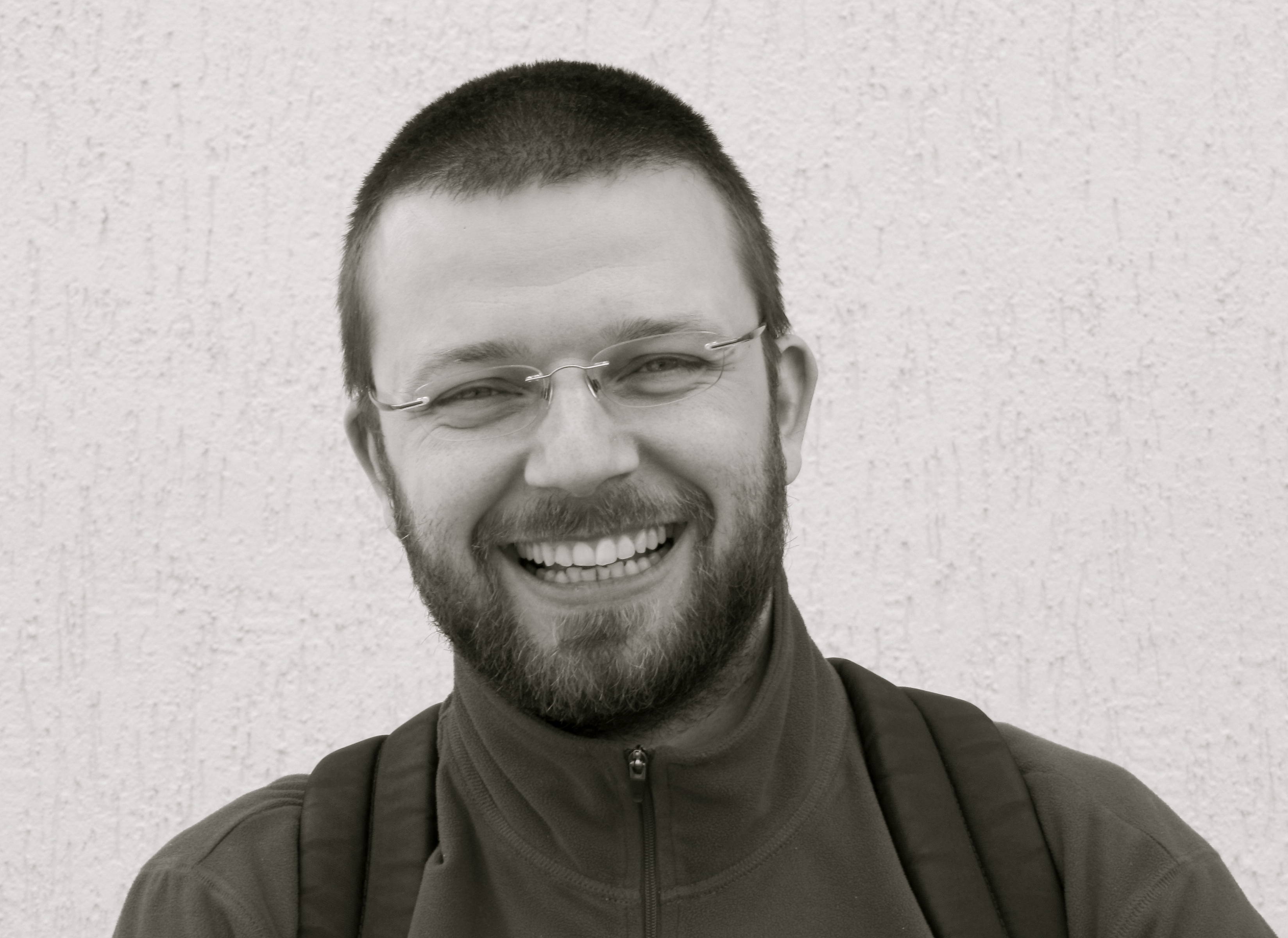
Stefan Jänke (2012)

Stefan Jänke (* 17. September 1975 in Großenhain) ist ein deutscher Komponist, Kirchenmusiker und Chorleiter. In vielen seiner als Musical-Oratorium oder auch als Sakro-Pop-Musik umschriebene Werke vermischt er unter anderem religiöse Texte und klassischen Chor mit Pop oder Jazz. Im Mittelpunkt seiner beruflichen Tätigkeit steht die musikalische Ausbildung von Kindern und Jugendlichen.

## Leben
Stefan Jänke kam 1975 als Sohn des Kantors und Kirchenmusikdirektors Joachim Jänke in Großenhain zur Welt. Er studierte zunächst von 1995 bis 1997 Kulturmanagement an der Sächsischen Verwaltungs- und Wirtschafts-Akademie Dresden und begann 1996 ein Studium der Musikwissenschaft, Germanistik und Philosophie an der TU Dresden, das er 1997 abbrach. Es folgte ein Studium im Fach Komposition/Arrangieren mit der Richtung Jazz/Rock/Pop an der Hochschule für Musik „Carl Maria von Weber“ in Dresden. Seine Lehrer waren dabei Rainer Lischka, Lars Juling und Henry Walther. Im Jahr 2001 verfasste Jänke seine Diplomarbeit zum Repertoire der sächsischen evangelischen Kirchenmusik unter besonderer Berücksichtigung populärer Musikstile. Sein Examen bestand er im darauf folgenden Jahr mit seinem Passions-Oratorium … dass ein neuer Anfang verbliebe, dessen Libretto vom Dresdner Theologen Frank Richter geschrieben wurde. Dieses Werk wurde auch 2005 während der Begegnungstage des Weltjugendtags in der Leipziger Propsteikirche und der Dresdner Kreuzkirche von der Neuen Elbland Philharmonie aufgeführt. Die musikalische Zusammenarbeit mit Richter wurde bei späteren Kompositionen Jänkes fortgesetzt.
Bereits seit 1994 arbeitet Jänke freischaffend als Chorleiter mit Kinder- und Jugendchören, gemischten Chören und Männerchören in Sachsen und Brandenburg. Konzert- und Begegnungsreisen führten ihn dabei mit seinen Ensembles durch Deutschland, aber auch nach Polen, Litauen, in die Schweiz, nach Ungarn, Rumänien, Tansania und Sri Lanka. Dabei wurden einige dieser Auslandsreisen auch durch das Goethe-Institut gefördert. Er dirigierte unter anderem Chorauftritte während der deutschlandweiten Eröffnung der Sternsinger-Aktion 2001/2002 in der Dresdner Hofkirche, und der Eröffnungsveranstaltung des Jahrs der Bibel in Dresden 2003, welche in der ARD live gesendet wurde. Der Kinderchor des Bistums Dresden-Meißen segnete 2008 als Sternsinger das Berliner Bundeskanzleramt, beim Empfang durch Angela Merkel wurde das musikalische Programm der Feierstunde von Jänke geleitet. Er nahm auch wiederholt an Konzerten von Rolf Zuckowski teil.
Nach seinem Studium arbeitete er noch zehn Jahre als Dozent für Audiation/Satzgesang an der Musikhochschule „Carl Maria von Weber“ in Dresden. Seit 2010 werden die Chorklassen einer Großenhainer Grundschule von Jänke aufgebaut und geleitet. Im Rahmen seiner Tätigkeit am Gymnasium Großenhain förderte er auch den damaligen Schüler Robin Hoffmann. Stefan Jänke ist Kantor von Mühlberg im Kirchenkreis Bad Liebenwerda.
Der Musiker ist verheiratet und hat zwei Kinder. Er lebt in Großenhain.

## Musikalisches Schaffen
Jänke komponiert Musik, in denen sich Stilistiken der sogenannten „ernsten“ und „unterhaltsamen“ Musik überlappen. Schwerpunkte seines Schaffens liegen dabei auf dem Gebiet der Chormusik und der Musik für Blechbläser. Bei der Uraufführung des Musical-Oratoriums … und wer sich verwandeln lässt mit der Neuen Lausitzer Philharmonie und der Dresdner Michael-Fuchs-Band im Jahre 2008 schrieb die Sächsische Zeitung,  Jänke „hat für sein Werk Elemente der Popmusik und der klassischen Musik miteinander verbunden, und daher gehört zu Chor, Solisten und Orchester auch eine Band“, und zur 2008er Aufführung des Oratoriums … und dann kommt auch der Frieden „Jänke […] beschreitet mit seinen Musical-Oratorien Neuland“.
Der Großenhainer Komponist hat zudem Auftragskompositionen angefertigt, so Adaptionen von Themen aus Opern Richard Wagners für Big Bands, welche im Rahmen der Dresdner Musikfestspiele 2002 uraufgeführt wurden. Eine spätere Darbietung 2003 wurde vom Radiosender MDR Kultur live übertragen. Für die 3. Sächsische Landesgartenschau 2002 schrieb Jänke die Hymne Traum von Natur. Das Orgelstück … er behüte deinen Ausgang und Eingang wurde für den Lausitzer Musiksommer 2010 verwirklicht, wie auch vorher Bautzner Turmmusik 2000 und 2008. Im Auftrag des Sächsischen Musikrats entstand 2006 das Nachtstück für Fagott und Klavier, das verschiedene Traumphasen symbolisiert.
Für die Sächsische Posaunenmission und das Münchener Blechbläserquintett Harmonic Brass schuf Jänke mehrere Bläserkompositionen, die auch auf deren CD-Veröffentlichungen Verwendung fanden.

## Werke (Auswahl)
Oratorien
- … dass ein neuer Anfang verbliebe, Passions-Oratorium für Soli, Chor, und Orchester mit Rhythmusgruppe, Libretto: Frank Richter, UA: Großenhain, 2002[2]
- … und dann kommt auch der Frieden, Oratorium für Soli, Chor und Orchester mit Rhythmusgruppe, Libretto: Frank Richter, UA: Chemnitz, 2007[10]
- … und wer sich mit verwandeln lässt, Musical-Oratorium für Soli, Chor und Orchester mit Rhythmusgruppe, Libretto: Frank Richter, UA: Radeberg, 2008[9]

Musicals
- Die Bettleroper, UA: Dresden, 2000
- Du Kind in der Krippe, Weihnachtsmusical für Soli, Chor und Kammerorchester, UA: Mühlberg, 2005[13]
- Schöpfung, … drum, Menschen, lasst das Warten nicht, Kindermusical für Soli, Chor, Kammerorchester, Libretto: Frank Richter, UA: Wunsiedel, 2006
- Achterbahn Leben, Jugend-Musical, UA: Ostritz, 2007

Orgelstücke
- Am Fenster, nach einem Gedicht von Frank Richter, UA: Dresden, 2003
- … er behüte deinen Ausgang und Eingang (I), Fantasie, Choral und Fuge für zwei große  Orgeln, UA: Bautzen, 2010
- … er behüte deinen Ausgang und Eingang (II), Fantasie, Choral und Fuge für Orgel und Orchester, UA: 2011

Kantaten
- Krieg – und Frieden?, UA: Waren/Müritz

Motetten
- Die Himmel erzählen die Ehre Gottes, UA: Colombo in Sri Lanka, 2006
- 145. Psalm, Motette für Doppelchor und Orgel, UA: Rheinfelden, 2008[14]
- Te Deum Laudamus, UA: Jurbarkas in Litauen, 2009

Lieder
- Stefan Jänke: Es kam ein Engel – Weihnachtslieder zum Singen und Spielen. Merseburger Verlag, Kassel 2007.

## Auszeichnungen
Stefan Jänke erhielt 2004 für sein musikalisches Engagement die Kleine Preuskermedaille der Stadt Großenhain.